# Tokara póni

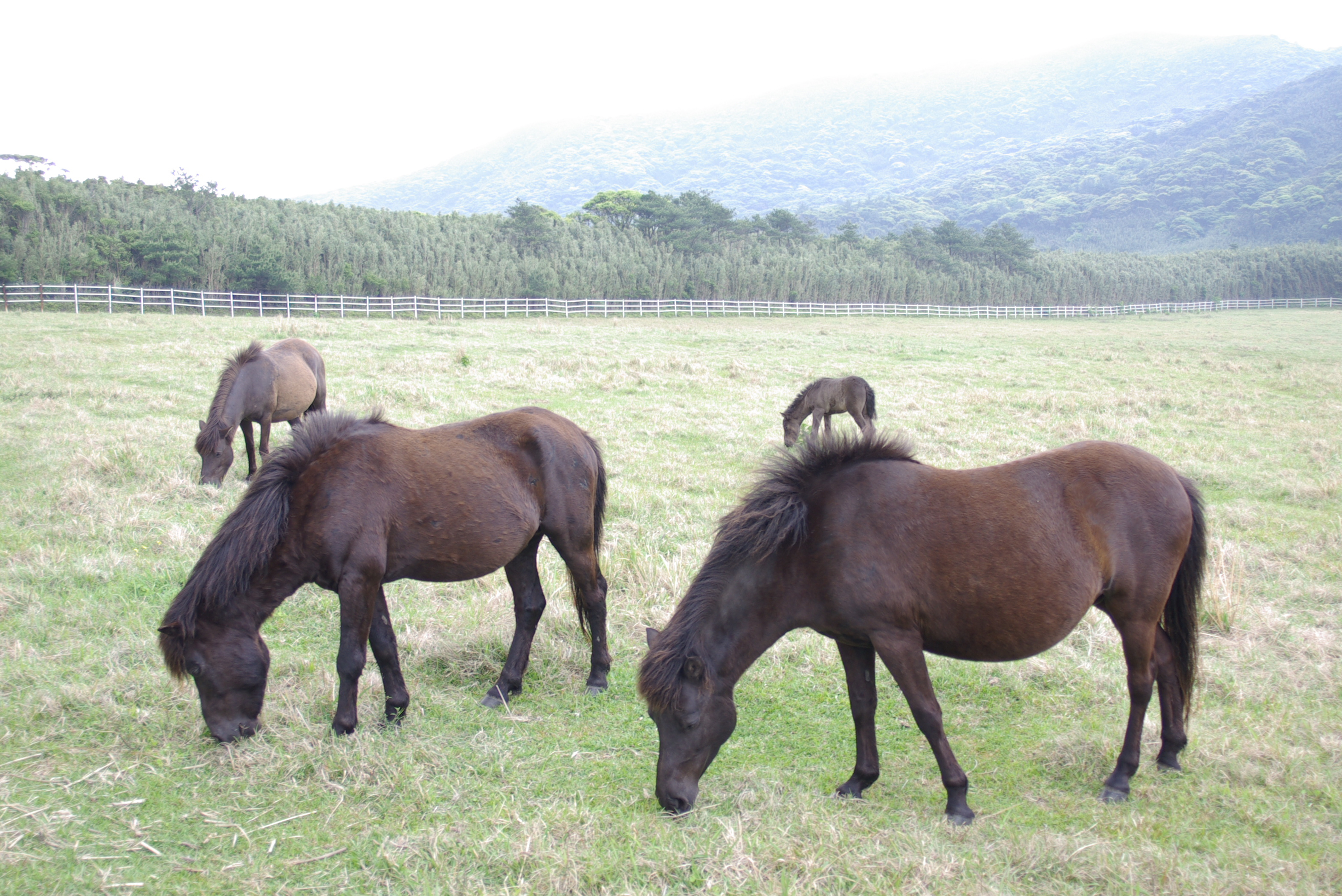
Tokara póni

A Tokara póni (トカラ馬) egy őshonos japán pónifajta, Tokara - Kagoshima néven is jegyzik.

## Története
A japán szigeteken a történelem előtti időkben is éltek már pónik, így Tokarán is. A közeli japán szigeten Kikaigashimán és Takarajimán Kr. u. 1500 körül jelentek meg a Tokara pónik ősei. A történet szerint 1897 körül a Kitaiga szigetről került néhány ló Tokarára. Az 1950-es években bukkant Dr. Shigeyuki Hayashida az állomány egy csoportjára a Tokara sziget déli oldalán, a pónik nevüket is innen kapták. 1953-ban közel 43 Tokara pónit tartottak számon. A fajta megőrzése érdekében a szigetre 1973-ban 44 pónilovat hoztak Kjúsú szigetéről. 1988 decemberére az állomány 88 tisztavérű Tokara pónit tartalmazott. Nagyon ritka populációjú fajta. Az eredeti Kikaigashima vérvonalat azóta finomították és a ló külleme és tulajdonságai jelentősen megváltoztak, létszámuk a veszélyeztetettségig csökkent.

## Jellemzői
A Tokara póni testfelépítése a primitív pónikra emlékeztet, amelyek a délnyugat-kínai Szecsuánban élnek, de genetikailag nem kapcsolódnak hozzájuk szorosan. Mivel ridegen tartják, vagyis éjjel-nappal a szabadban, hozzászokott a sziget nedves, meleg és viharos éghajlatához.
Marmagassága 108–121 cm között van, termete kicsi, tömege 200 kg között van. Nagy fej, nagy szemekkel, rövid nyak, lejtős váll, kicsi, kemény paták jellemzik. Testfelépítése arányos a hátsó része viszonylag gyenge, csapott far jellemzi. Színe a barna, vörös, gesztenyeszín, szürke árnyalataiban, néhány jeggyel, sötét foltokkal a nyak és a váll magasságában.

## Hasznosítása
Könnyű igáslóként és hátaslónak is használják.

## Fordítás
- Ez a szócikk részben vagy egészben  a   Tokara Pony című német Wikipédia-szócikk fordításán alapul.  Az eredeti cikk szerkesztőit annak laptörténete sorolja fel. Ez a jelzés csupán a megfogalmazás eredetét és a szerzői jogokat jelzi, nem szolgál a cikkben szereplő információk forrásmegjelöléseként.